# Nicola Girasoli
Nicola Girasoli (Ruvo di Puglia, 21 de julio de 1957) es un sacerdote y diplomático católico italiano. Es el actual nuncio apostólico en Eslovaquia.

## Biografía
Nicola Girasoli nació en Ruvo di Puglia, Italia, el 21 de julio de 1957. Fue ordenado sacerdote para la diócesis de Molfetta-Ruvo-Giovinazzo-Terlizzi, a los 32 años de edad el 15 de junio de 1980 por el papa Juan Pablo II.
Después de terminar sus estudios, ingresó al servicio diplomático de la Santa Sede el 1 de mayo de 1985, sirviendo en diferentes nunciaturas y delegaciones como las de Australia, Indonesia, Bélgica, Estados Unidos, Argentina, Malaui y Zambia. 
Recibió su consagración episcopal con la sede titular de Egnazia Appula, el 11 de marzo de 2006, del Secretario de Estado Vaticano, el Cardenal Angelo Sodano, asistido por el Secretario de la Congregación para la evangelización de los pueblos, arzobispo Robert Sarah, y del obispo de Molfetta-Ruvo-Giovinazzo-Terlizzi, Luigi Martella, quienes actuaron como co-consagrantes.
El 29 de octubre de 2011, fue nombrado delegado apostólico para las Antillas, y nuncio para Antigua y Barbuda, Bahamas, Dominica, Jamaica, Granada, San Cristóbal y Nieves, Santa Lucia, San Vincente y las Granadinas, Surinam y Guyana. Luego fue nombrado también nuncio apostólico para Trinidad y Tobago y Barbados el 21 de diciembre de 2011.  
Actualmente desempeña el cargo de nuncio apostólico del papa Francisco en el Perú, desde el 16 de junio de 2017 hasta la actualidad.
En el contexto de la pandemia por COVID-19 en Perú, durante febrero de 2021, algunos medios informativos indicaron que Girasoli fue uno de los nombres listados en el escándalo Vacunagate. El obispo habría sido vacunado en su condición de consultor de la Universidad Peruana Cayetano Heredia, habiendo recibido la primera dosis el 21 de enero de 2021 y la segunda dosis el 11 de febrero de 2021. Tras la divulgación de este hecho, el obispo Girasoli respondió en un comunicado que recibió la vacuna como voluntario en la fase de ensayo clínico de la misma.